# Mandel Szkolnikoff
Mandel Szkolnikoff, dit Michel Szkolnikoff, né le 28 janvier 1895 à Szarkowszczyzna ((ru) Шарковщина) dans l'Empire russe (aujourd'hui Sharkowshchyna en Biélorussie), présumé mort le 10 juin 1945 à El Molar en Espagne lors d'une tentative d'enlèvement par les services secrets français, est un homme d'affaires, un trafiquant et un des principaux collaborateurs économiques dans la France occupée pendant la Seconde Guerre mondiale.  
Moins connu que Joseph Joanovici, il n'en accumula pas moins une fortune considérable et fut décrit comme « l'homme qui poussa la pratique du marché noir à son point le plus extrême ».   

## Biographie
Il existe de nombreux doutes, de zones d'ombre voire de légendes sur sa biographie. Les informations viennent en grande partie de déclarations, après la mort de Szkolnikoff, de témoins dans les différents procès qui suivirent la Libération, témoins qui cherchaient souvent à se dédouaner, des différentes enquêtes administratives et judiciaires pour le séquestre des biens qu'il avait acquis sous l'Occupation mais également pour des disputes d'héritage. Szkolnikoff a lui-même souvent menti ou enjolivé son passé. 

### Origines
Il naît en 1895 à Szarkowszczyzna, un petit bourg de la Russie blanche, à la population principalement juive, situé à une centaine de kilomètres de la Lituanie. Szkolnikoff indiquera être le fils de riches industriels possédant de nombreux immeubles en Russie impériale puis spoliés par les bolcheviques, mais cela ne semble pas avoir été le cas. Selon le récit après guerre de sa nièce Olga, il semble qu'il était issu d'une famille commerçante prospère ; son père Azjik vendait des tissus. Alors que Mandel est encore enfant, la famille s'installe en Lituanie, alors partie de l'Empire russe puis, toujours selon Olga, elle s'installe à Moscou, habitant dans une grande maison bourgeoise.

### «Juif apatride»
Il est difficile de savoir si Szkolnikoff était juif ou karaïte, communauté qui dans la Russie impériale n'était pas considérée comme juive. Si l'idéologie nazie ne considérait pas non plus ces derniers comme juifs, cette distinction n'était pas toujours faite en pratique par les Allemands. Le régime de Vichy, lui, ne faisait pas la différence entre Juifs et Karaïtes (le karaïsme n'est alors ni connu, ni présent en France). Szkolnikoff sera considéré à son arrivée à Paris, pendant l'Occupation et dans l'immédiat après-guerre comme un juif russe ou un juif apatride. Les divers témoignages indiquent qu'il n'était pas religieux, ne pratiquant aucun culte. Lui-même indiquera selon les cas être de confession catholique, protestante ou orthodoxe. Ainsi son permis de séjour monégasque portait la mention « Orthodoxe » mais à l'Office des réfugiés russes de Nice, il sera enregistré comme observant le rite caraïte.

### Premières affaires en Russie et pérégrinations en Europe
En 1916, il est grossiste en tissu pour l'armée impériale (il indiquera plus tard avoir été le « fournisseur officiel de l'armée du Tsar »), puis après la révolution bolchevique, de la nouvelle Armée rouge.  
Il se marie à Raisa Tchernobylski. Il fuit ensuite avec sa famille le régime communiste. 
On retrouve sa trace dans les années 1920 en Pologne, à Varsovie puis à Dantzig où il exerce le métier de banquier et possède des propriétés. Il semble avoir fait faillite puis avoir fui en Belgique où il est condamné pour escroquerie. 
Ses parents proches le suivent dans ses pérégrinations à travers l'Europe. Sa nièce Olga racontera ainsi que la famille a également séjourné un temps en Autriche. 

### Commerce dans le textile en France avant-guerre
Il arrive en France dans les années 1930. En septembre 1934, il crée avec son frère Gessel la société Textima pour l'achat et la vente de tissus d'occasion et soldés, et en 1936, s'installe rue d'Aboukir, dans le Sentier à Paris où il va être alors connu sous le nom de « Monsieur Michel ». Son affaire semble vivoter mais lui paraît vivre déjà confortablement; il possède ainsi une automobile américaine Cord. Il est mentionné qu'il aurait revendu des tableaux et bijoux prétendument rapportés de Russie. Il est pendant cette période plusieurs fois condamné, pour chèques sans provision ou exercice illégal de la médecine et du métier de banquier (probablement de l'usure). En 1937, à la suite de ces diverses condamnations, le tribunal ordonne son expulsion. Mais apatride, la sentence ne peut être exécutée et il est alors juste placé sous surveillance de la police mais peut continuer ses activités (il recrutera même, pendant l'Occupation, le policier de la DST qui était chargé de sa surveillance). 
Ses affaires démarrent juste avant guerre par le négoce avec les grands magasins parisiens. Il va racheter également d'importants stocks à des concurrents dont les affaires périclitent.

### Fournisseur de l'armée allemande au début de l'Occupation
Mais ses affaires vont surtout prospérer sous l'Occupation. Dès novembre 1940, il fait affaire avec la Kriegsmarine qui va devenir son principal client. En effet, la Wehrmacht installe en France occupée différents bureaux d'achats, plus ou moins officiels, pour acheter toutes sortes de produits nécessaires à l'économie de guerre allemande et ce avec l'argent que l'État français doit verser en « frais d'occupation ». De par les clauses de l'Armistice, la France doit verser aux Allemands une indemnité journalière, au titre de ces frais, de 400 millions de francs (près de la moitié du budget du pays à l'époque, soit 158 millions d'euros actuels). Ces bureaux d'achat vont alors encourager un marché noir à grande échelle, au plus grand profit de quelques intermédiaires, dont Szkolnikoff qui, par le volume d'affaires traité et l'importance des marges, vont se bâtir des fortunes rapides.
La Kriegsmarine est une des premières à ouvrir un tel bureau à Paris, dirigé par le Hauptmann (capitaine) Klaus. Szkolnikoff ne se limite d'ailleurs pas à leur vendre des textiles utiles. Il leur fournit également de la maroquinerie, des parfums ou d'autres produits de luxe. Dans ce but, des bureaux d'achat sont créés, les nombreux intermédiaires (Szkolnikoff, Marcel Boussac) étant payés par des bons au porteur délivrés par le commissaire allemand près de la Banque de France, Carl-Anton Schaefer (de), qui fut précédemment président du conseil d'administration de la banque d'État de Dantzig et a pu faire connaissance avec Szkolnikoff à cette occasion.
En décembre 1940, il acquiert la Société commerciale de l'océan Indien dont le seul client sera la Kriegsmarine. Au début de 1941, sur dénonciation, il est pris en flagrant délit de marché noir par la police économique française qui saisit alors une importante quantité de tissus. Les Allemands interviennent, ils font clore l'affaire et restituer la marchandise. Le rapport de la police constatera que la Kriegsmarine avait versé à Szkolnikoff dix millions de francs en janvier 1941, vingt millions en février et soixante millions en mars.
Par ses contacts avec celle-ci, Szkolnikoff va alors rencontrer au printemps 1941 l'Allemande Ellen Elfrieda Sanson, née Tiez en 1898. Surnommée Hélène, elle travaille pour l'approvisionnement de la marine allemande. « Aryenne » mais mariée le 29 mars 1920 à un industriel juif allemand du meuble, Eugène Sanson, elle avait fui le régime hitlérien avec son époux en 1933 et ils s'étaient installés à Paris. Lors de la débâcle en juin 1940, ils s'étaient réfugiés en province. Elle reviendra seule dans la capitale. Ayant dû entrer en contact avec les autorités militaires allemandes pour récupérer son appartement occupé par des soldats, les Allemands lui demandèrent de travailler pour eux. Elle « s'associera » alors avec un fourreur juif parisien installé au 7 rue Sainte-Anne dans le quartier de l'Opéra, Fabius Finkelman (mais qui, « non protégé », sera ensuite déporté ou fusillé en juin 1941) et elle deviendra fournisseur de la Kriegsmarine. Szkolnikoff et elle vont travailler ensemble et rapidement, elle deviendra sa maîtresse.
Plusieurs entreprises textiles en France et en Belgique commencent alors à travailler presque exclusivement pour Szkolnikoff, comme une bonneterie à Lyon et une autre à Troyes qui produit des bas de soie, un gros fabricant belge de bâches, un industriel du lainage à Roubaix, un tisseur à Castres, deux filatures à Rouen et deux autres dans les Vosges, une fabrique de cotonnades dans les Vosges... Des apporteurs d'affaires lui permettent aussi de fournir des produits de luxe comme du parfum ou des produits alors difficiles à trouver comme du fromage.

### Fournisseur de la SS
À partir de 1942, la SS prend le dessus sur la Wehrmacht comme autorité d'occupation. Hélène Sanson va alors introduire Szkolnikoff dans le premier cercle SS en France en le présentant au protestant Hauptsturmführer (de) Fritz Engelke, responsable à Paris du (de) WVHA (Wirtschaftsverwaltungshauptamt ou Office central pour l'administration économique), chargé des fournitures des troupes SS et à son épouse (d'autres sources indiquent que c'est Max Lüchen, de l'administration militaire allemande qui aurait présenté Engelke à Szkolnikoff). Engelke, parfait francophone et ancien secrétaire d'Himmler, a une réputation d'efficacité. Les deux couples sympathisent et deviennent intimes, passant leurs week-ends et vacances ensemble. Szkolnikoff va alors augmenter ses bénéfices, rachetant à vil prix des marchandises dont il savait qu'elles allaient être saisies, pour les revendre plus cher aux SS.
Ses revenus sont alors estimés à un à deux millions de francs par mois, une somme considérable pour l'époque,.
Entre mi-1941 et mi 1943, le chiffre d'affaires et les bénéfices de Szkolnikoff explosent. Il est difficile de les quantifier puisque, depuis fin 1940, Szkolnikoff ne tient plus de comptabilité. Mais les volumes représentent sans doute des trains entiers de marchandises et plusieurs milliards de francs.   
En août 1943, alors que Engelke se trouve en déplacement en Allemagne, Szkolnikoff et sa maîtresse sont arrêtés par le service de la Gestapo chargé de la répression du marché noir et ses demeures sont perquisitionnées. Engelke, à son retour à Paris, aura quelques difficultés à le faire relâcher. Par la suite, Szkolnikoff va se placer complètement sous l'aile d'Engelke, ne traitant plus qu'avec le service économique de la SS et se consacrant surtout à l'acquisition immobilière qu'il avait commencée l'année précédente.

### Immobilier et hôtellerie
Il fonde de multiples sociétés immobilières et hôtelières ayant leur siège à Monaco (le prince Louis II de Monaco entretenait depuis 1936 des liens financiers privilégiés avec l'Allemagne nazie). Szkolnikoff obtient d'ailleurs un titre de résident monégasque. 
Il va ainsi racheter de nombreux palaces sur la côte d'Azur : sept hôtels dont le Louvre et le Windsor à Monaco, Le Plaza à Nice, le Majestic mais aussi à Aix-les-Bains (le Grand Hôtel), à Biarritz et un à Paris (le Grand Hôtel de Paris, boulevard de la Madeleine). Ces achats sont facilités par le fait que la plupart de ces hôtels de luxe se sont fortement endettés, avec la crise de 1929, auprès de la Foncière du nord, société elle-même en difficulté dont Szkolnikoff prendra le contrôle.
Il n'est pas clair si, dans ces acquisitions hôtelières, Szkolnikoff a agi pour ses seuls intérêts ou aussi pour des intérêts allemands. Ces derniers s'intéressaient alors fortement à l'industrie du tourisme français et souhaitaient créer un grand groupe hôtelier international sous le contrôle de Göring. 
Szkolnikoff se constitue également un très important portefeuille immobilier toujours au travers de multiples sociétés dirigées par des prête-noms, rachetant une cinquantaine d'immeubles à Paris principalement dans le quartier des Champs-Élysées. La plupart de ces acquisitions sont faites via le rachat de la Société générale immobilière pour 139 millions de francs, qui possédait de nombreux immeubles parisiens dont seize dans la seule rue Marbeuf ainsi que plusieurs rue Clément-Marot, rue de La Trémoille et rue du Boccador. Il achète également sur la côte d'Azur comme le palais Bellevue à Nice et aussi à Monaco où il acquiert au moins six immeubles et sept villas, faisant flamber les prix de l'immobilier monégasque et devenant le premier propriétaire foncier de la Principauté, poussant le ministre d'État (équivalent de chef de gouvernement) Émile Roblot à modifier la loi monégasque pour exiger l'autorisation du gouvernement pour toute acquisition immobilière. 
Le patrimoine de Szkolnikoff est estimé alors à deux milliards de francs.

### Vie de grand luxe
Avec leurs affaires qui prospèrent, Szkolnikoff et sa maîtresse mènent une vie de plus en plus luxueuse. Pierre Abramovici dans sa biographie sur Skolnikoff indique que de « somptueux » en 1942, leur train de vie devient « extravagant » en 1943. Le couple réside depuis cette année-là dans son domicile parisien, au 19, rue de Presbourg, à deux pas de la place de l'Étoile, entouré d'une dizaine de domestiques. Ils sont également souvent à Monaco, descendant à l'hôtel Windsor que Szkolnikoff a racheté et où il loge sa nièce et son épouse. Ils passent leurs week-ends dans leur grande villa de Chatou ou dans le château d'Aine à Azé, non loin de Mâcon, en Saône-et-Loire. 
Ces demeures ont été luxueusement meublées et réaménagées. Leur table est ouverte midi et soir et acquiert la réputation d'une des meilleures de Paris, fréquentée chaque jour par plus d'une dizaine de personnes. On y retrouve régulièrement Engelke et ses adjoints, Otto le chef du bureau d'approvisionnement de l'Abwehr ou le docteur Wunderlich, le représentant à Paris de la police économique allemande. La rumeur prête même à Himmler d'y être venu une fois, amené par Engelke, lors d'un passage à Paris. Szkolnikoff convie aussi régulièrement ses apporteurs d'affaires ou fournisseurs français et belges. Hélène Sanson a progressivement abandonné la gestion des affaires, menant une vie oisive, faisant l'acquisition de nombreux bijoux et fréquentant les boutiques des grands couturiers, particulièrement la maison Paquin où, à la Libération, on retrouvera une dizaine de manteaux de fourrure lui appartenant.

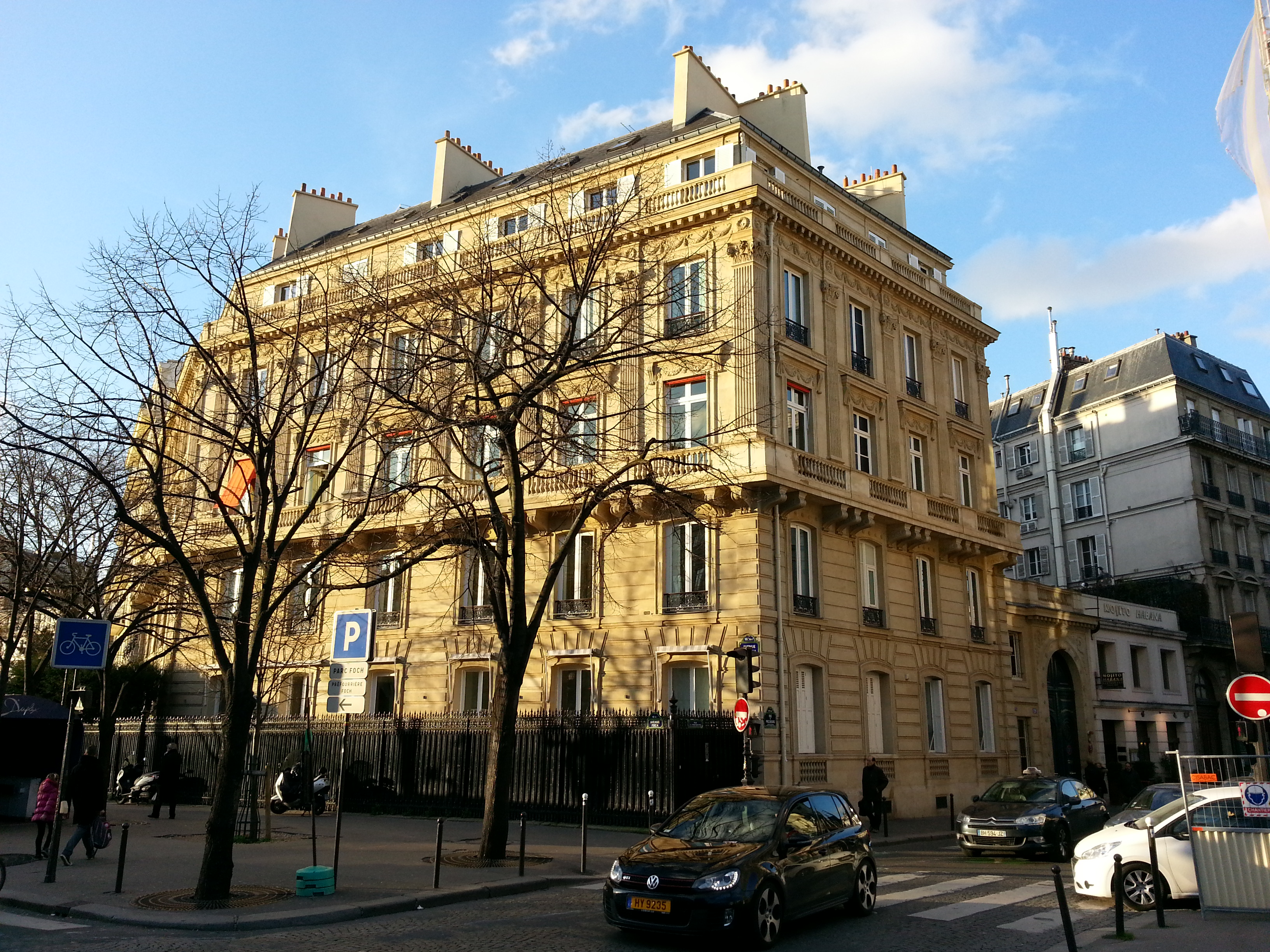
L'immeuble du 19, rue de Presbourg aujourd'hui, vu depuis l'avenue Foch.
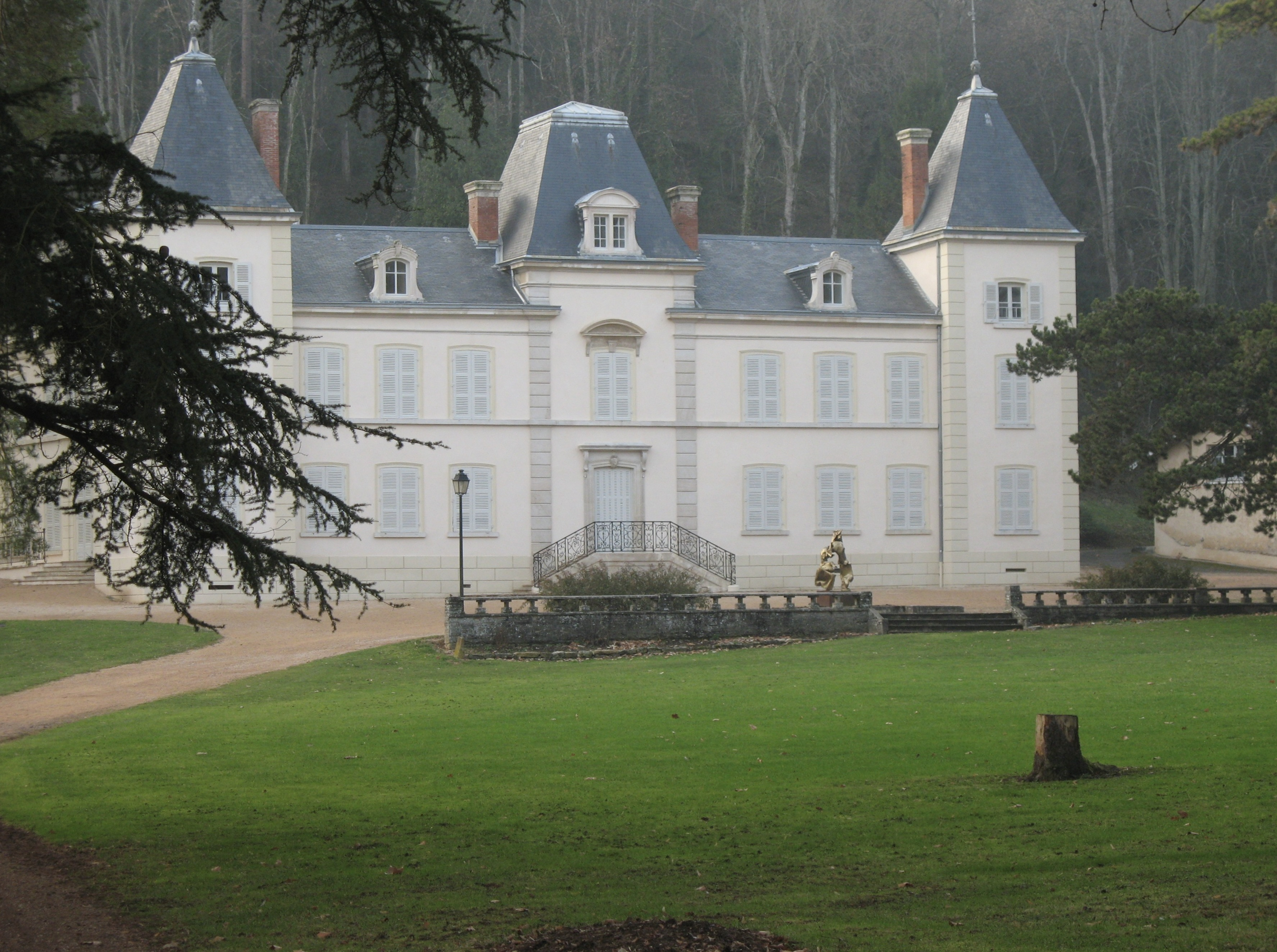
Le château d'Aine, à Azé.

### Fuite en Espagne
Dès janvier 1944, il entreprend des voyages en Espagne, semble-t-il pour y mettre à l'abri une partie de sa fortune, sous forme d'or et de bijoux avant que ses biens ne soient mis sous séquestre. Bien qu'il soit protégé par l'ambassadeur José Félix de Lequerica, il a également connu ce même mois sa seconde interpellation par la Gestapo. L'inspecteur Speck, du BDS, le bureau chargé de la répression du marché noir, l'arrête à Chatou, malgré la présence d'Engelke. Il ne sera libéré qu'au bout de plusieurs jours, semble-t-il après le versement d'une importante caution. Cet épisode traduit les guerres internes au sein de la SS et semble aussi viser Engelke, soupçonné d'enrichissement personnel.
Surveillé par la Sûreté espagnole intriguée par ses nombreux allers-retours, il est arrêté en mai 1944 en possession d'une importante quantité de bijoux, d'une valeur de 800 millions de francs. Il n'est libéré, sur intervention d'Engelke, que le 26 juin mais a alors interdiction de quitter l'Espagne. À cette date, la Libération de la France a commencé avec le débarquement de Normandie, aussi ne pas revenir en France l'arrange tout en cherchant néanmoins à sauver son immense fortune immobilière.

### Mort présumée et controverses
Il existe plusieurs rumeurs sur la mort de Szkolnikkoff ou sa possible fuite en Amérique du Sud. La thèse désormais la plus généralement admise est sa mort accidentelle lors d'une tentative d'enlèvement en Espagne par les services secrets français.  
La DGER, les services secrets du gouvernement provisoire français, aurait créé dès 1944 un groupe pour arrêter ou tuer les collaborateurs français réfugiés dans l'Espagne franquiste,. Des membres de ce groupe montent un plan pour capturer Szkolnikoff et l'exfiltrer vers la France. Sous le prétexte d'une revente de bijoux, il est prévu de l'attirer dans un piège à Madrid, le droguer et le rapatrier en France. Mais le plan ne marche pas comme prévu, Szkolnikoff se défend. Il est finalement assommé, puis drogué par piqûre et mis dans le coffre d'une voiture qui part vers la frontière française. Sur la route, le commando s'aperçoit de sa mort et se débarrasse du corps dans un champ sous un pont après l'avoir aspergé d'essence et y avoir mis le feu, près du village d'El Molar, à une trentaine de kilomètres de Madrid, sur la route de Burgos. Un paysan retrouve plus tard son cadavre, en partie carbonisé. 
Plusieurs versions sur sa mort circuleront (crise cardiaque après un interrogatoire musclé, surdosage de son traitement médicamenteux injectable…) et sur les motivations du commando : le ramener en France, récupérer son immense fortune pour l'État ou pour leur compte. Selon le rapport de la police secrète espagnole qui, sur dénonciation, a arrêté le commando, Szkolnikoff avait une fracture du crâne. Le corps en partie carbonisé est précipitamment identifié par son frère d'après ses chaussures typiques, ce dernier étant ensuite rapidement expulsé d'Espagne. Pierre Abramovici, dans sa biographie de Szkolnikoff, pointera des incohérences sur cette reconnaissance du corps, révélera que sa tombe dans le cimetière d'El Molar est en fait une fosse commune et indiquera qu'un compte bancaire à Buenos Aires au nom de Michel Szkolnikoff a été actif jusqu'en 1958. Szkolnikoff avait obtenu en Espagne, en octobre 1944, le titre de vice-consul auprès de l'ambassade espagnole d'Argentine, trois passeports cubain, argentin et portoricain et la nationalité argentine, envisageant une possible émigration.

### Famille
Szkolnikoff est toujours resté très proche de sa famille qui le suivra à travers l'Europe. De ses trois frères et sœurs, seule Riva, ingénieur chimiste, reste à Moscou où elle se marie et devient professeur dans un lycée. Sa sœur aînée, Hana, se marie avec un dénommé David Kazakevics dont elle a une fille, Olga mais il les abandonne en 1927 pour s'installer au Brésil. La mère et la fille rejoignent alors Mandel, celui-ci traitant Olga comme sa fille. Son frère Gessel, prénom qu'il francisera en Grégoire, également ingénieur chimiste, suit son frère avec qui il monte leur première société de textile, la Textima, à Paris. Les parents et l'épouse de Szkolnikoff suivent également, s'installant à Anvers lorsqu'il travaille à Bruxelles. À Paris, Szkolnikoff et son épouse se séparent mais il continue de l'entretenir, elle et son amant. Il achète une villa à Nice puis à Monaco pour héberger ses parents. 

### Suites
Un des objectifs prioritaires du gouvernement de la France libérée mais exsangue est de récupérer au plus vite les fortunes constituées illicitement sous l'Occupation. Le ministre des Finances René Pleven et la justice s'intéressent particulièrement au cas de Szkolnikoff que les services de renseignements du Comité français de libération nationale d'Alger suivent depuis 1943. 
À la Libération, des comités de confiscation des produits illicites sont mis en place dans chaque département, six dans le département de la Seine au vu du nombre d'affaires à traiter sur Paris. Les ordonnances des 12 et 28 décembre 1944 des tribunaux civils de la Seine, de Grasse et de Nice placent sous séquestre tous les biens de Szkolnikkoff ainsi que ceux des personnes reconnues solidaires. Le « séquestre Szkolnikoff » (ou « séquestre Skolnikoff - Sanson ») est à ce jour le plus gros séquestre français de l'Histoire. Plus de vingt-huit personnes seront déclarées solidaires de ce séquestre dont sa famille, sa maîtresse et divers associés. 
Plusieurs autres procès suivront, certains sur des disputes sur son héritage dont un en Espagne opposant son ancienne maîtresse à la famille Szkolnikoff, cette dernière contestant un testament de Michel Szkolnikoff. La cour de cassation espagnole ainsi qu'un tribunal suisse leur donneront raison. À cette époque, le père de Szkolnikoff a disparu, mort en 1948, mais son frère Gessel vit alors en Espagne et sa sœur en Belgique. Hélène Sanson vit un temps en Espagne puis en Allemagne. Elle meurt à la fin des années 1960.   
Soixante-dix ans après, une affaire est toujours en cours, l'affaire du Martinez, du nom de l'hôtel cannois acquis par Szkolnikoff au détriment de son fondateur Emmanuel Martinez. Ses descendants réclament toujours réparation (un nouveau jugement est attendu en février 2014), contestant sa mise sous séquestre à la Libération en estimant qu'Emmanuel Martinez n'avait pas revendu l'hôtel à Szkolnikoff. L'hôtel avait été placé sous séquestre en 1944 puis administré par le Domaine qui le plaça en gestion. Il fut finalement revendu à un groupe hôtelier, le groupe du Louvre en 1981.    
Toutes sortes de rumeurs ont couru sur ce que sont devenus les biens non immobiliers de Szkolnikoff. Parmi celles-ci, qu'une partie aurait été récupérée par les services secrets français et aurait servi à financer les installations du 11e bataillon de choc (alors le bras armé des services spéciaux) et diverses opérations clandestines en Indochine. Pierre Abramovici, dans sa biographie sur Skzolnikoff, indique que malgré les presque 70 ans passés, la DGSE a refusé de lui ouvrir ses archives et qu'il ne peut donc confirmer ou infirmer cette rumeur. 
En 1950, la justice française n'est pas encore convaincue du décès de Skzolnikoff, et le 8 mai elle le condamne à mort par contumace, à la confiscation de tous ses biens et à une amende de deux milliards de francs. En 1956, Hélène Sanson fait une demande auprès du tribunal militaire de Paris pour faire reconnaître que Skzolnikoff est mort en 1945 et faire annuler le jugement de 1950 qui tenait les héritiers pour « solidairement responsables » des sommes dues par Skzolnikoff. La justice espagnole fournira alors à la justice française des éléments sur sa mort, confirmant la mort accidentelle à la suite de l'enlèvement par des agents français qui seront ensuite échangés contre des agents espagnols. Le tribunal reconnaîtra alors officiellement la mort de Skzolnikoff.